# إغوانة الأنتيل الصغرى
إغوانة الأنتيل الصغرى (الاسم العلمي: Iguana delicatissima) هي نوع من الزواحف تتبع جنس الإغوانة من الفصيلة الإغوانية.